# Джаявардена, Ранил
Ранил Малкольм Джаявардена (англ. Ranil Malcolm Jayawardena; род. 3 сентября 1986, Лондон) — британский политик, член Консервативной партии, министр окружающей среды, продовольствия и сельского хозяйства (2022).

## Биография
Ранил Джаявардена — сын выходца с Шри-Ланки Налина Джаявардены, который в 1978 году иммигрировал в Великобританию и работал бухгалтером, и Индиры Джаявардены, уроженки Индии.
В 2008 году получил степень бакалавра наук по государственному управлению в Лондонской школе экономики и политических наук и был избран депутатом совета боро Бейзингсток-энд-Дин, став со временем заместителем лидера совета и членом администрации боро, ответственным за финансовую и имущественную политику.
По итогам парламентских выборов 2015 года в округе Северо-Восточный Гемпшир стал одним из 176 депутатов, впервые избранных в парламент. Он добился увеличения количества голосов, поданных в округе за кандидата консерваторов, с 18 597 до 29 916.
13 февраля 2020 года назначен заместителем председателя Консервативной партии без права посещения заседаний Кабинета.
С мая 2020 года — младший министр внешней торговли.
6 сентября 2022 года при формировании правительства Лиз Трасс получил портфель министра окружающей среды, продовольствия и сельского хозяйства.
25 октября 2022 года по завершении правительственного кризиса был сформирован кабинет Риши Сунака, в котором Джаявардена не получил никакого назначения.

## Награды
- Рыцарь-бакалавр (2024)[7]